# Таджицька кухня

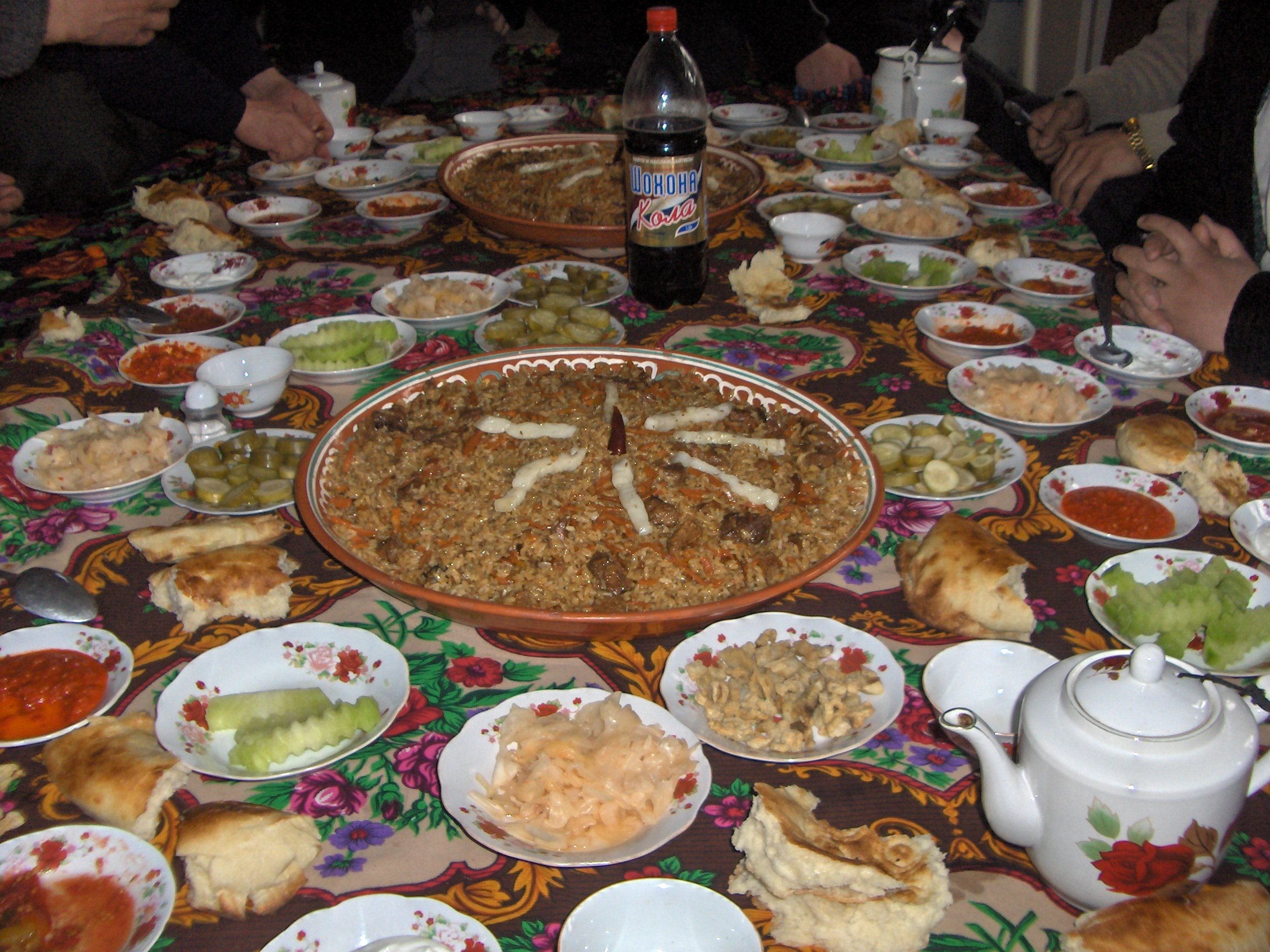
Таджицька кухня

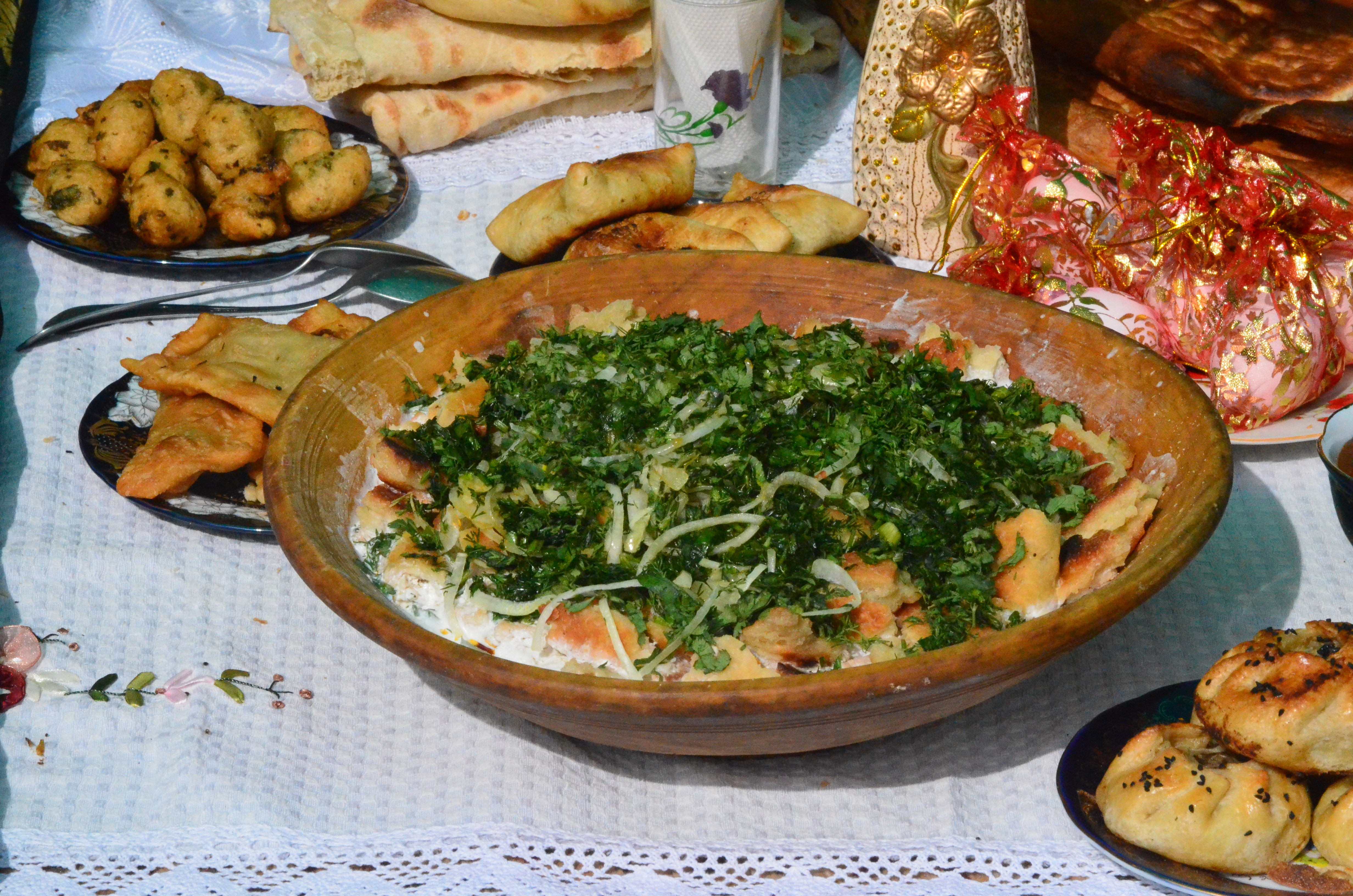
Курутоб

Таджицька кухня (тадж. Ошпазии тоҷикӣ) — національна кухня Таджикистану. Є однією з найстаріших кухонь світу. За технологією, продуктами та стравами є дуже близькою до узбецької та іранської кухонь.

## Особливості

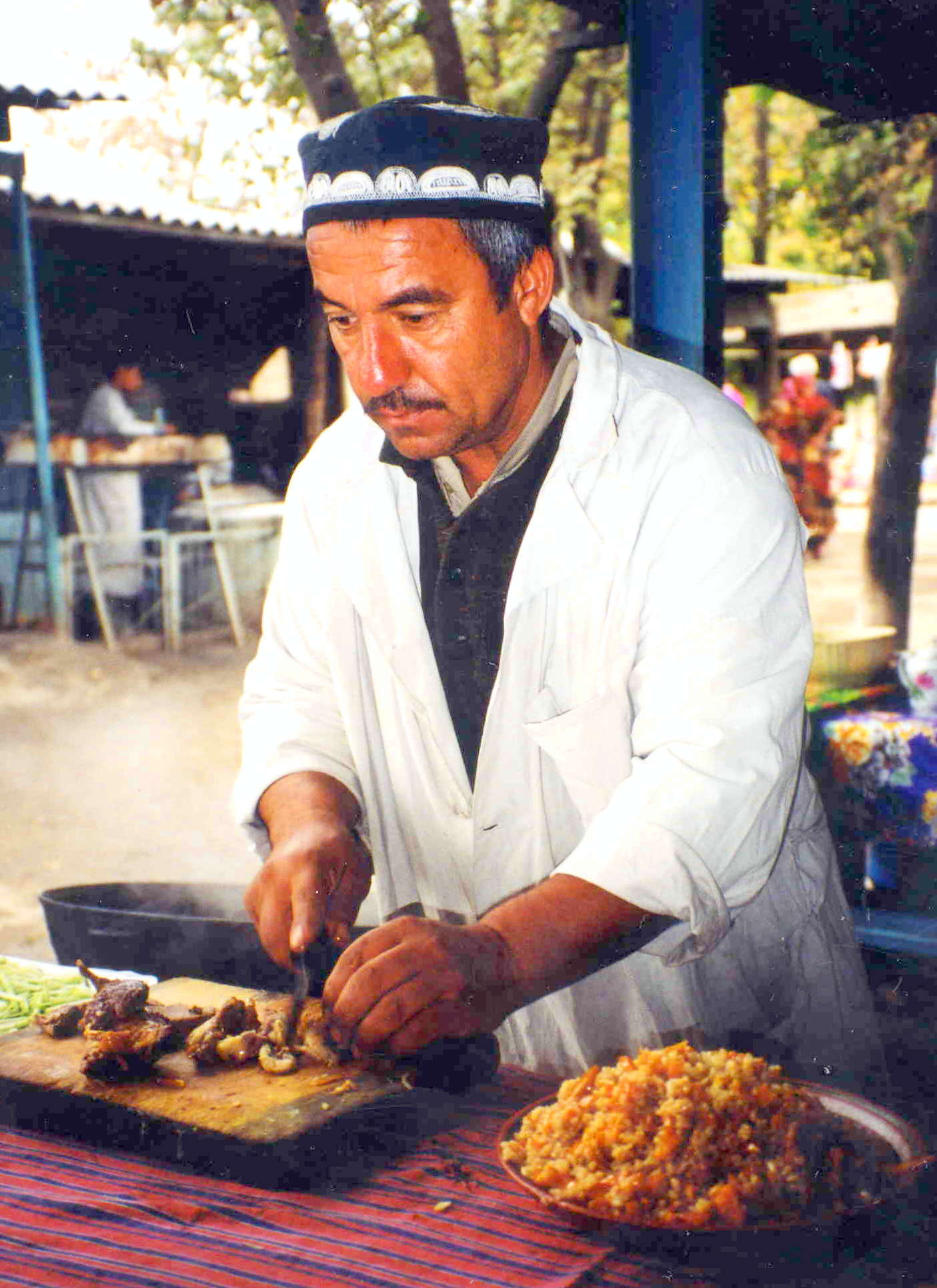
Таджицький плов

Кулінарний стиль таджиків формувався протягом тисячі років під впливом багатої історії народу. Таджицька кухня відрізняться різноманіттям страв: м'ясних, молочних, борошняних, овочевих тощо. Способи приготування дуже різноманітні та змінюються від регіону до регіону в залежності від географічних природних умов, а також соціального положення населення. В таджицькій кухні широкий вибір різних продуктів, який пов'язаний з природними умовами: наявність гірського, субтропічного-внутрішньоконтинентального та континентального клімату.

## Страви та напої

### Перші страви
Місцеві супи дуже густі, жирні, наваристі та з великою кількістю спецій. Найчастіше їх варять з м'яса, овочів та рису, які обсмажують у великій кількості жиру. Перші страви готують на м'ясному бульйоні, іноді — на кислому молоці або відварі з овочів. Найпопулярніші супи — шурпа, угро, мастава, шавля, нарин, чолоб, атола.

### Другі страви

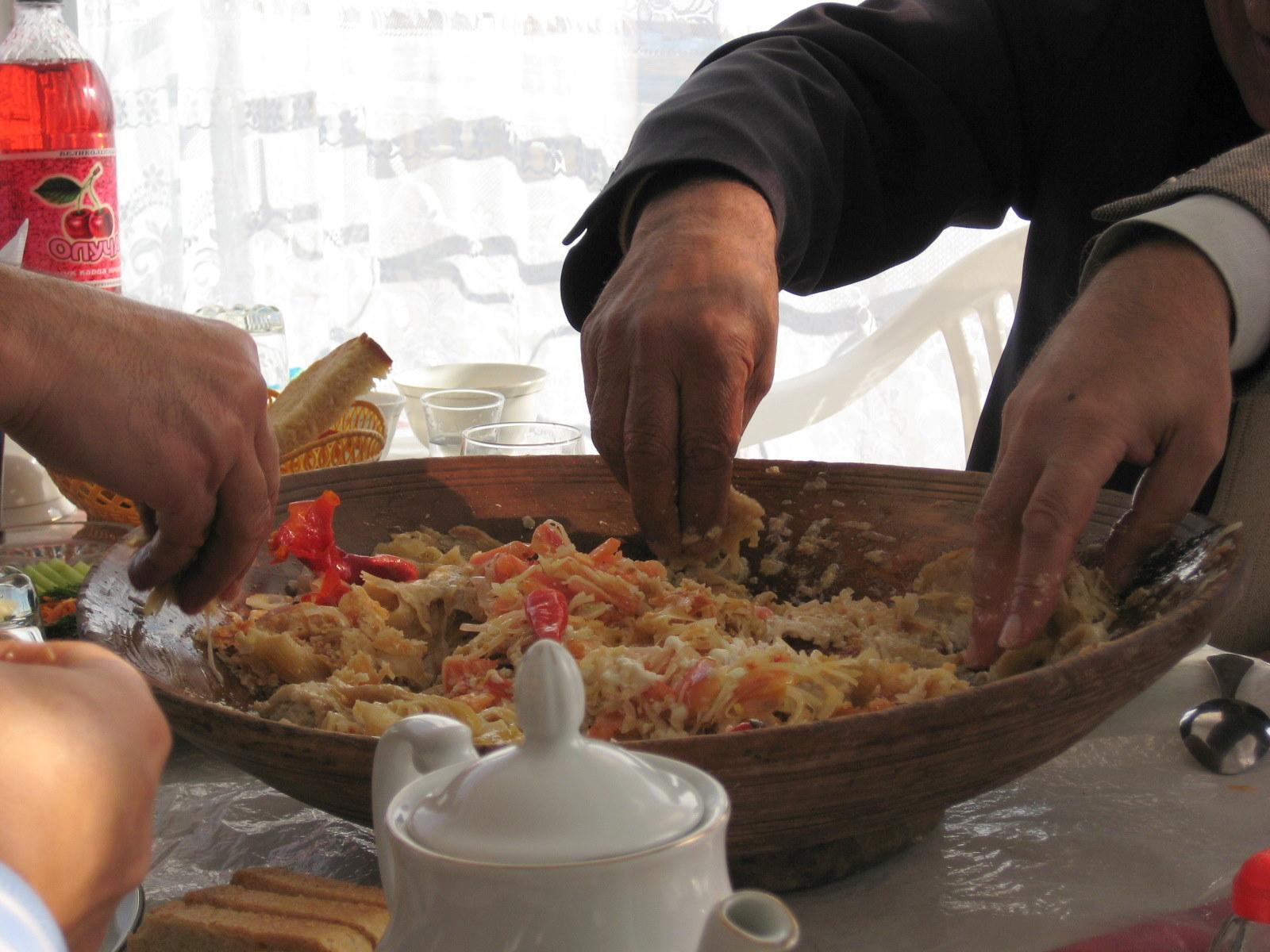
Курутоб

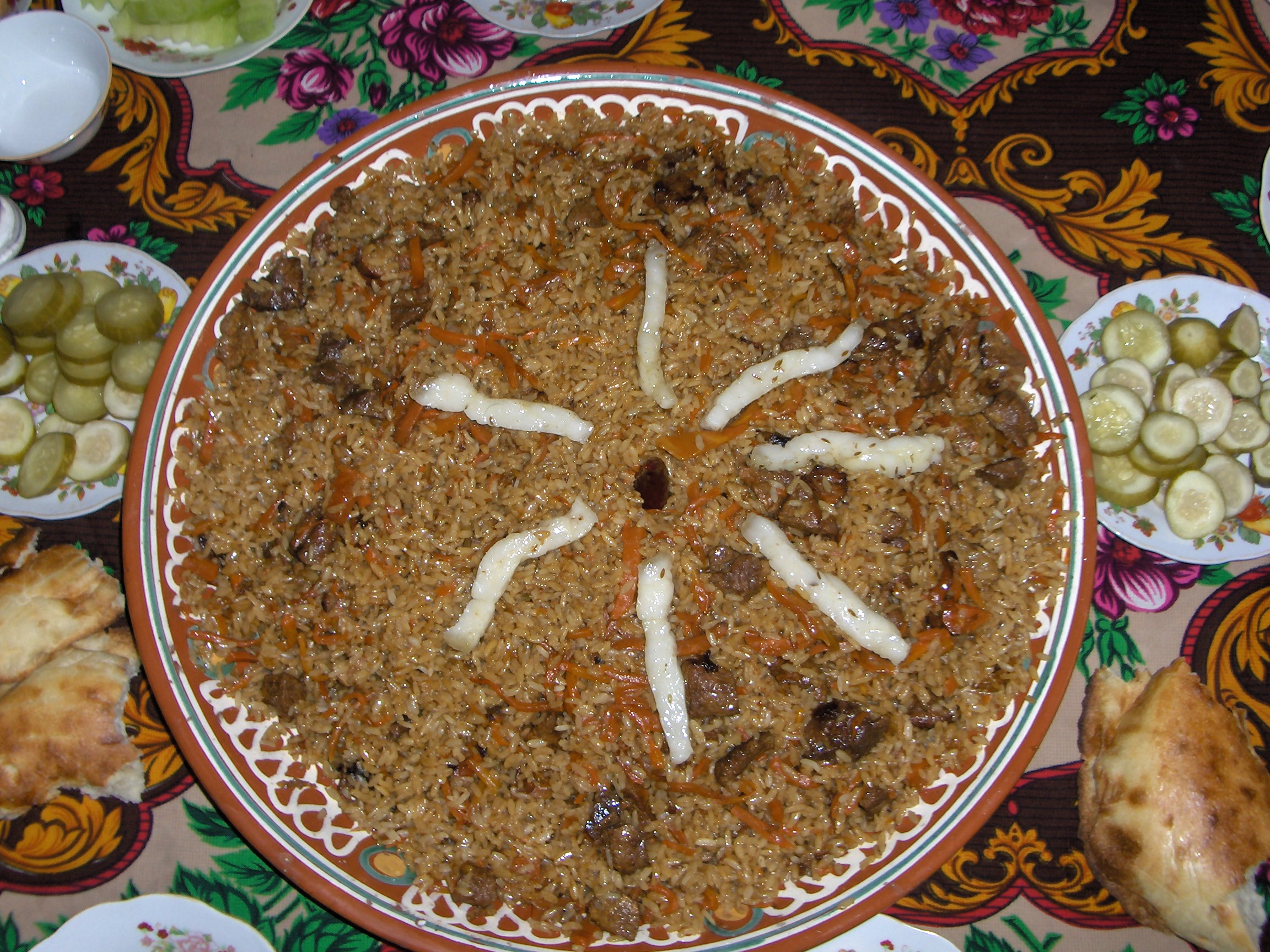
Плов

У таджицькій кухні багато страв із зернових та бобових культур — рису, нуту, пшениці, сочевиці, квасолі тощо. Майже не використовується гречка, перловка та вівсянка. Найпопулярнішим гарніром тут є плов, рецептів приготування якого безліч. Найвідомішими видами плову у таджицькій кухні є долинний (худжандський або согдійський), душанбінський, самаркандський, бадахшанський або памірський.
Курутоб — це ще одна найвідоміша страва таджицької кухні. Їдять її гарячою з глиняного посуду руками, запиваючи зеленим чаєм.
Окремо подають салати з помідорів, огірків, картоплею, гарбузом, редискою, кабачками тощо.

### М'ясо
М'ясо — головний продукт на таджицькому столі. Найпопулярнішими видами м'яса у таджицькій кухні є баранина, козлятина та конина. З конини тут роблять ковбасу кази. Іноді страви готують з яловичини та птиці (курки, перепілки). Зі свинини відповідно до релігійних переконань страви категорично не готують.
Перед приготуванням м'ясо рубають на шматки та обсмажують. Його додають до перших страв або готують: ковбасу, кабоб, шашлики, плов, голубці-шахлет, гандумоб тощо.

### Заправки та спеції
У таджицькій кухні використовується дуже багато приправ та спецій: перець, барбарис, аніс, шафран, часник, зіра. Використовується і чимала кількість зелені: петрушка, кінза, кріп, м'ята, зелена цибуля, щавель, базилік. В якості заправки використовують помідори, кисломолочні продукти (сузьма, катик, каймак).

### Борошняні вироби

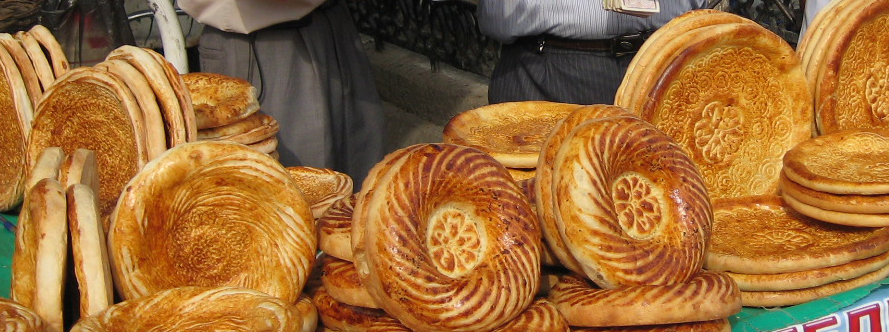
Таджицькі коржі нон

Таджики готують вироби з дріжджового та прісного тіста. Традиційний хліб у вигляді тонких коржиків готують в круглих печах — тандирах. Дуже багато в цій кухні рецептів виробів з тіста з м'ясом: листкові пиріжки (самса) — самбуса, пельмені — хушан, манти, локшина з м'ясом (лагман, шіма, манпар) та ін.

### Солодощі

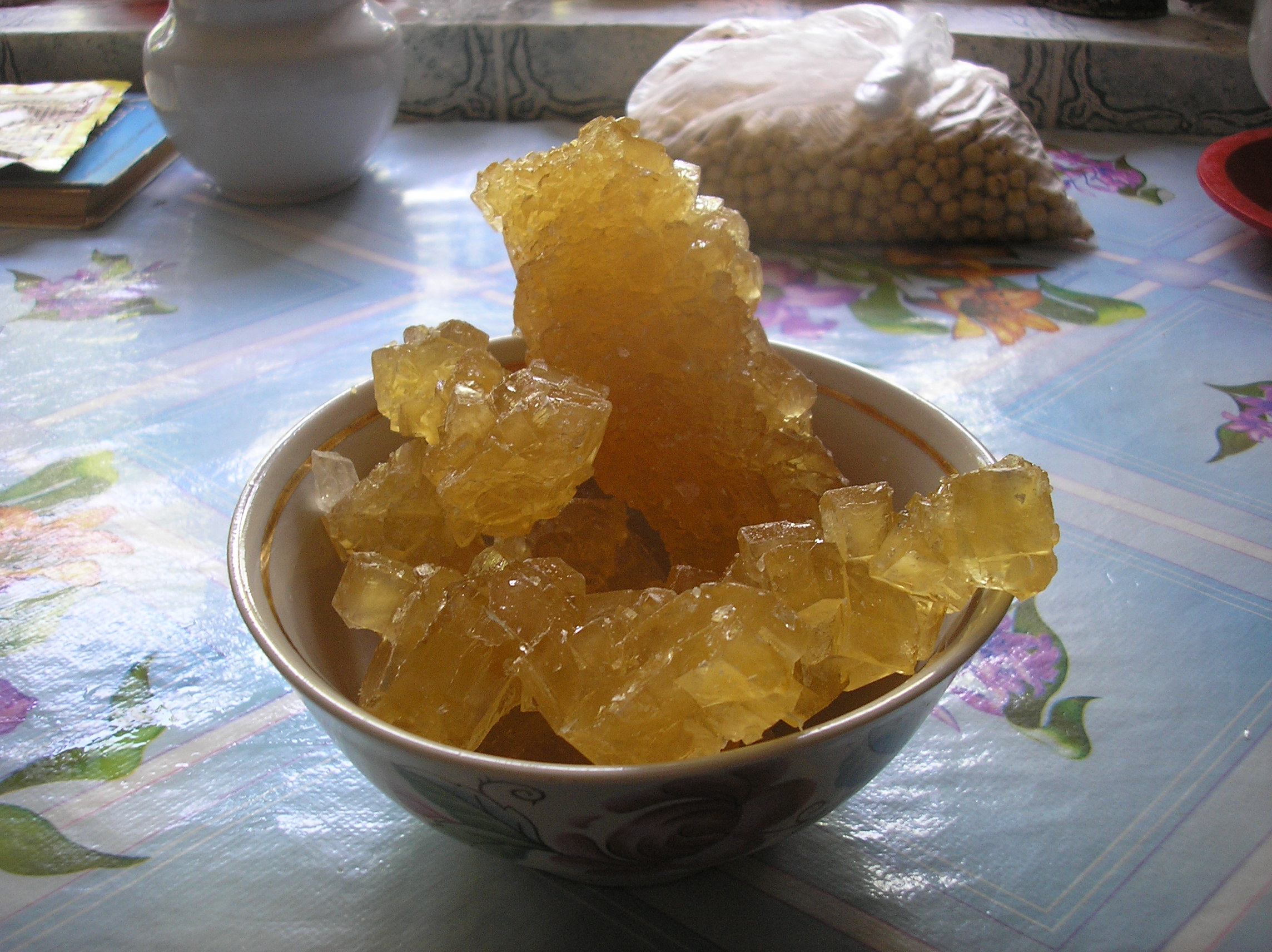
Нават

Національними солодощами таджицької кухні є халва, пашмак, шербети, традиційні цукерки — пічак, нават, парварда нішолда. Споживають тут фрукти та горіхи у свіжому та сушеному вигляді на десерт.

### Напої
Найпопулярнішим напоєм у Таджикистані є зелений чай. Цей чай споживається у цій країні без цукру у гарячому та холодному вигляді. Здебільшого чай подають у піалках без ручок та без блюдця. Споживають тут і вино, яке в залежності від регіону може називатись шароб або май.
У кінці XIX століття у таджицьку кухню потрапив чорний чай. П'ють його тут з коров'ячим або козячим молоком та з вершковим маслом.

### Кисломолочні вироби
Таджицькій кухні притаманне приготування кисломолочних виробів, наприклад, таких, як:
- Дуг — кисломолочний напій з кип'яченого молока.
- Чака — кисла сирна маса після зціджування катика.
- Курут — висушені кульки із сузьми з додаванням перцю та солі.
- Чолоб — напій з розведеного у воді кислого молока з додаванням кубиків льоду та яблук.